# Cinchona macrocalyx
Cinchona macrocalyx là một loài thực vật có hoa trong họ Thiến thảo. Loài này được Pav. ex DC. mô tả khoa học đầu tiên năm 1829.